# Tadeusz Jakubowicz
Tadeusz Jakubowicz (ur. 18 lutego 1939 w Krakowie, zm. 17 listopada 2024 tamże) – polski działacz społeczności żydowskiej, w latach 1997–2022 przewodniczący Gminy Wyznaniowej Żydowskiej w Krakowie.

## Życiorys
Urodził się w Krakowie, jako jedyne dziecko Macieja Jakubowicza (1911–1979) i Marii Róży z domu Pistol (1918–2007). Podczas II wojny światowej, w 1942 wraz z matką został przesiedlony do krakowskiego getta. Po likwidacji getta w marcu 1943 trafił do obozu w Płaszowie, gdzie wkrótce także znalazł się jego ojciec. Po kilku miesiącach pobytu w obozie, wraz z rodzicami zbiegł z obozu. Do końca wojny ukrywali się w pobliskich lasach, m.in. u jednej z rodzin w Czasławiu (Ugory).
Po zakończeniu wojny powrócił do Krakowa, gdzie ukończył szkołę podstawową i IV Liceum Ogólnokształcące im. Tadeusza Kościuszki. Następnie ukończył studia w Państwowej Wyższej Szkole Muzycznej w Katowicach. Od 1997 do 2022 pełnił funkcję prezesa zarządu Gminy Wyznaniowej Żydowskiej w Krakowie, zaś następnie jego wiceprezesa. Od 2002 członek zarządu Fundacji Ochrony Dziedzictwa Żydowskiego, a od 2007 członek zarządu Jewish Community Centre. Członek Społecznego Komitetu Odnowy Zabytków Krakowa (SKOZK).
Za działalność na rzecz odnowy zabytków Krakowa został w 2000 odznaczony Krzyżem Kawalerskim, a w 2023 Krzyżem Oficerskim Orderu Odrodzenia Polski. W 2016 został Człowiekiem Roku „Gazery Krakowskiej”. W 2019 Towarzystwo Miłośników Historii i Zabytków Krakowa przyznało mu Nagrodę im. Klemensa Bąkowskiego.
Był kibicem Cracovii.
Zmarł w Krakowie, 17 listopada 2024, po długiej chorobie. 20 listopada został pochowany na nowym cmentarzu żydowskim w Krakowie.